# Nordiska konstutställningen i Göteborg 1869

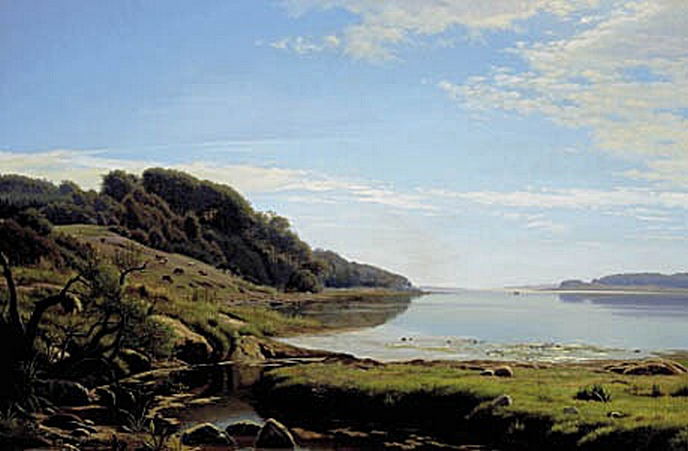
Carl Rasmussen, Parti fra Isefjorden (1869) ingick i utställningen.

Utställningen presenterades i Elementarläroverkets lokaler, som ses till höger i bild.

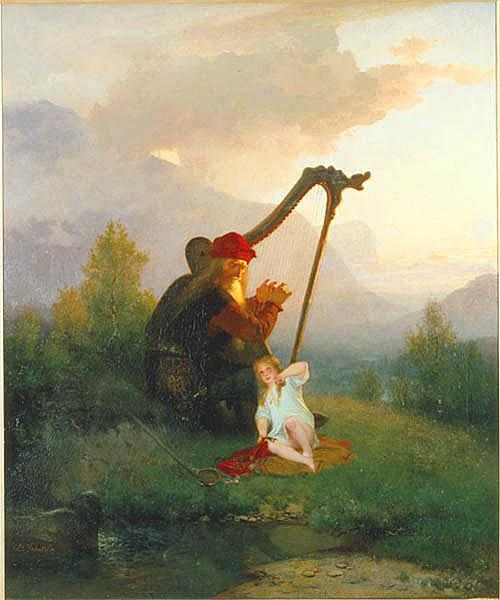
Nationalistiska sagomotiv och mytologiska målningar var en väl representerad genre på utställningen. Exempelvis visades August Malmströms Kung Heimer och Aslög.

Nordiska konstutställningen i Göteborg, eller Skandinaviska konstutställningen, genomfördes sommaren 1869, organiserades av Göteborgs Konstförening och var den dittills största offentliga konstutställningen i Göteborg, med sina över femhundra verk från hela Norden. Utställningen öppnade den 14 juni, pågick i sex veckor och presenterades i dåvarande Högre elementarläroverkets lokaler, som idag kallas Gamla Latin.
I samband med utställningen hölls även ett tre dagar långt konstnärs- och ritlärarmöte i Göteborg med femhundra anmälda deltagare. Under mötet dryftades nio huvudfrågor: Hur bör det nationella i konsten förstås? Bör konsten sträva efter att i sina alster företrädesvis framställa det nationella? Övriga frågor fokuserade på byggnadskonst och bildhuggeri, konstens betydelse i vardagslivet, allmänheten och konstsmaken,  konstföreningarnas roll samt ritundervisningen i skolorna.
Den omfattande utställningen var uppdelad i en dansk, en norsk och en svensk avdelning, en avdelning för teckningar och grafik, en avdelning för avlidna konstnärer, en avdelning för ickeskandinaviska konstnärer och en avdelning med Dicksonska samlingen. Utöver detta hade även Göteborgs Museui Fotografiska atelier en utställning med fotografi.
Utöver att den dåvarande svenska kungen Karl XV ställde ut tre målningar så förekom där bland annat verk av Henric Ankarcrona, Edvard Bergh, Johan Zacharias Blackstadius, Carl Bloch, Johan Christoffer Boklund, Gustaf Brandelius, Carl Bøgh, Agnes Börjesson, Per Eskilsson, Julius Exner, Ferdinand Fagerlin, Johan Vilhelm Gertner, Hans Gude, Constantin Hansen, Sophus Jacobsen, Elisabeth Jerichau Baumann, August Jernberg, Frederik Christian Kiærskou, Carl Fredrik Kiörboe, Anders Gustaf Koskull, Hans Stoltenberg-Lerche, Amalia Lindegren, Carl Julius Lorck, August Malmström, Wilhelm Melby, David Monies, Ludvig Munthe, Morten Müller, Bengt Nordenberg, Axel Nordgren, Gustaf Wilhelm Palm, Sophie Ribbing, Fredrik Rohde, Gustaf Rydberg, F. Sonne, Adolph Tidemand, Uno Troili, Alfred Wahlberg, Josef Wilhelm Wallander, Christian Wexelsen, Mårten Eskil Winge, Fredrik Wohlfahrt, Brynolf Wennerberg. Av äldre konstnärer som ej var i livet kan nämnas Carl d'Unker, Johan Fredrik Höckert, Marcus Larson, Joseph Magnus Stäck, Olof Johan Södermark, Carl Wahlbom, Pehr Wickenberg samt teckningar av Johan Tobias Sergel och Asmus Jacob Carstens. Utöver detta fanns där även ett mindre antal verk av konstnärer utanför norden, som Hubert Salentin, August Siegert, Wilhelm Steuerwaldt och Horace Vernet. Därtill förekom även en utställning av Robert Dickons samling med målningar av engelska konstnärer. Totalt omfattade utställningskatalogen 550 verk.
Utställningen var en publiksuccé med närmare 14 000 besökare, och detta vid en tidpunkt då det levde ungefär 50 000 personer i Göteborg. Åttio oljemålningar såldes och inköpssumman överskred 40 000 riksdaler riksmynt. Det var på denna utställning som Pontus Fürstenberg köpte sina första konstverk.
Nordiska konstutställningen 1869 skulle följas av ytterligare tre liknande arrangemang i Göteborg, den andra 1881, den tredje 1886 och den sista 1896.